# Saint-Front (Charente)
Saint-Front is een gemeente in het Franse departement Charente (regio Nouvelle-Aquitaine) en telt 319 inwoners (2005). De plaats maakt deel uit van het arrondissement Confolens.

## Geografie
De oppervlakte van Saint-Front bedraagt 13,1 km², de bevolkingsdichtheid is 24,4 inwoners per km².
De onderstaande kaart toont de ligging van Saint-Front (Charente) met de belangrijkste infrastructuur en aangrenzende gemeenten.

## Demografie
Onderstaande figuur toont het verloop van het inwonertal (bron: INSEE-tellingen).